# Sepia trygonina
Sepia trygonina е вид главоного от семейство Sepiidae. Видът не е застрашен от изчезване.

## Разпространение и местообитание
Разпространен е в Бахрейн, Джибути, Египет (Синайски полуостров), Еритрея, Йемен (Северен Йемен, Сокотра и Южен Йемен), Индия (Гоа, Гуджарат, Дадра и Нагар Хавели, Даман и Диу, Карнатака, Махаращра и Тамил Наду), Ирак, Иран, Катар, Кения, Кувейт, Обединени арабски емирства, Оман, Пакистан, Саудитска Арабия, Сомалия, Судан и Танзания.
Обитава крайбрежията на океани, морета и заливи. Среща се на дълбочина около 40 m.